# Moxostoma ariommum
Moxostoma ariommum är en fiskart som beskrevs av Robins och Raney, 1956. Moxostoma ariommum ingår i släktet Moxostoma och familjen Catostomidae. IUCN kategoriserar arten globalt som otillräckligt studerad. Inga underarter finns listade i Catalogue of Life.